# Storthes Hall
Storthes Hall – wieś w Anglii, w hrabstwie ceremonialnym West Yorkshire, w dystrykcie metropolitalnym Kirklees. Leży 25 km na południowy zachód od miasta Leeds i 258 km na północny zachód od Londynu.